# Кирибати на Летњим олимпијским играма 2008.
Кирибати су други пут учествовали на Летњим олимпијским играма 2008. у Пекинг, Кина. Деби Кирибата на олимпијским играма било је на Олимпијским играма 2004. у Атини, Грчка. 
Земља је имала намеру да пошаље тројицу спортиста на Игре и да се такмиче у два спорта: атлетици и дизању тегова. Међутим атлетичарка Kaitinano Mwemweata, се морала повући јер се разболела од туберкулозе.
На свечаном отварању Игара заставу Кирибата носио је дизач тегова David Katoatau.

## Резултати по дисциплинама

### Атлетика
Кирибати су имали само једног представника у атлетици, након повлачења Mwemweata. Rabangaki Nawai је био пријављен за две дисциплине 100 м и 200 м. У првој дисциплини постигао је најбоље лично време сезоне са 11,29 с у првом колу квалификација, али то није било довољно за пролаз у други круг. Није учествовао у конкуренцији трке 200 метара.

#### Мушкарци
| Атлетичар       | Дисциплина | Група    | Група | Четвртфинале     | Четвртфинале     | Полуфинале       | Полуфинале       | Финале           | Финале           | Детаљи         |
| Атлетичар       | Дисциплина | Резултат | Место | Резултат         | Место            | Резултат         | Место            | Резултат         | Место            | Детаљи         |
| --------------- | ---------- | -------- | ----- | ---------------- | ---------------- | ---------------- | ---------------- | ---------------- | ---------------- | -------------- |
| Rabangaki Nawai | 100 м      | 11,29    | 73/80 | Није се пласирао | Није се пласирао | Није се пласирао | Није се пласирао | Није се пласирао | Није се пласирао | [ мртва веза ] |

### Дизање тегова

#### Мушкарци
David Katoatau је представљао Кирибате у дисциплини дизања тегова до -85 кг.. Завршио је на 15 месту.
| Такмичар       | Дисциплина | Трзај    | Трзај   | Избачај  | Избачај | Укупно | Пласман |
| Такмичар       | Дисциплина | Резултат | Пласман | Резултат | Пласман | Укупно | Пласман |
| -------------- | ---------- | -------- | ------- | -------- | ------- | ------ | ------- |
| David Katoatau | -85 кг     | 135      | 18      | 178      | 15      | 313    | 15/20   |